# Supercoppa d'Irlanda 2018
La Supercoppa d'Irlanda 2018 è stata la quinta edizione del torneo. La partita si è disputata l'11 febbraio 2018 allo stadio Oriel Park di Dundalk tra il Cork City, squadra campione della Premier Division 2017 e vincitrice della FAI Cup 2017, e il Dundalk, finalista della FAI Cup 2017. La supercoppa è stata conquistata dal Cork City, che ha vinto la partita per 4-2.

## Tabellino
| Arbitro: | McLaughlin |

|                    |           |                                                  |
| R. Murray 19’, 40’ | Marcatori | 49’ Sheppard 56’ McNamee 79’ Sadlier 82’ Cummins |